# Greeniopsis multiflora
Greeniopsis multiflora là một loài thực vật có hoa trong họ Thiến thảo. Loài này được (Elmer) Merr. mô tả khoa học đầu tiên năm 1909.